# Marcus (album)
Marcus è un album di Marcus Miller pubblicato nel 2008.
È la versione statunitense dell'album precedente Free. L'album non contiene solamente tracce aggiuntive, ma anche missaggi differenti, una copertina diversa e un altro ordine delle canzoni.

## Tracce
1. "Blast!"– 5:43
2. "Funk Joint" – 5:12
3. "Free" (Susaye Greene, Hank Redd, Nathan Watts, Deneice Williams) – 5:00
4. "Higher Ground" (Stevie Wonder) – 5:10
5. "Milky Way" (Miller, Kevin Moore) – 5:36
6. "Pluck (Interlude)" – 3:19
7. "Lost Without U" (Sean E. Hurley, Robin Thicke) – 4:41
8. "'Cause I Want You" (Miller, Shihan van Clief) – 3:12
9. "Ooh" (Miller, Lalah Hathaway) – 4:00
10. "When I Fall In Love" (Edward Heyman, Victor Young) – 5:23
11. "Strum" – 5:41
12. "Jean-Pierre" (Miles Davis) – 6:15
13. "What Is Hip?" (Emilio Castillo, David John Garibaldi, Stephen M. Kupka) – 6:02
14. "Lost Without U (Spoken Word)" (Sean E. Hurley, Robin Thicke) – 5:34

## Musicisti
- Corinne Bailey Rae – voce in "Free"
- Keb' Mo' – voce in "Milky Way"
- Lalah Hathaway – voce in "Ooh"
- Shihan the Poet – voce in "'Cause I Want You"
- Taraji P. Henson – voce in "Lost Without U (Spoken Word)"
- Gussie Miller – seconde voci
- Dave Sanborn – sax alto
- Tom Scott – sax tenore
- Michael "Patches" Stewart – tromba, flügelhorn
- Paul Jackson, Jr. – chitarra
- Bernard Wright – organo, synth
- Gregoire Maret – armonica
- Poogie Bell – batteria